# حسان أدهوهام
حسان أدهوهام مواليد 8 يناير 1990 في المالديف، هو لاعب كرة قدم مالديفي يلعب مع نادي نيو راديانت كلاعب وسط.

## المسيرة الاحترافية

### أندية لعب لها
- نادي فيكتوري
- نادي في بي
- نادي نيو راديانت

## روابط خارجية
- حسان أدهوهام على موقع قاعدة بيانات كرة القدم.إي يو (الإنجليزية)